# Uniforme militare
Una uniforme militare (o divisa militare) è un'uniforme utilizzata dal personale militare delle forze armate di uno Stato.

## Storia
Nell'età antica ci sono poche informazioni riguardanti le uniformi degli eserciti dell'antichità; l'esercito del primo imperatore del Chin (Cina, ca 2000 a.C.) sarebbe stato formato da corpi diversi con divise non uniformate. Nell'antica Roma vi sono i casi degli Iloti e del corpo di spedizione di Annibale in Italia. Nell'esercito romano vi erano differenze nei dettagli e negli ornamenti, soprattutto relativamente a legioni operanti in differenti province. L'esercito dell'Impero Bizantino è stato il primo a creare delle differenze standard nelle divise dei suoi diversi reparti. Usanza che rimarrà in voga da allora.

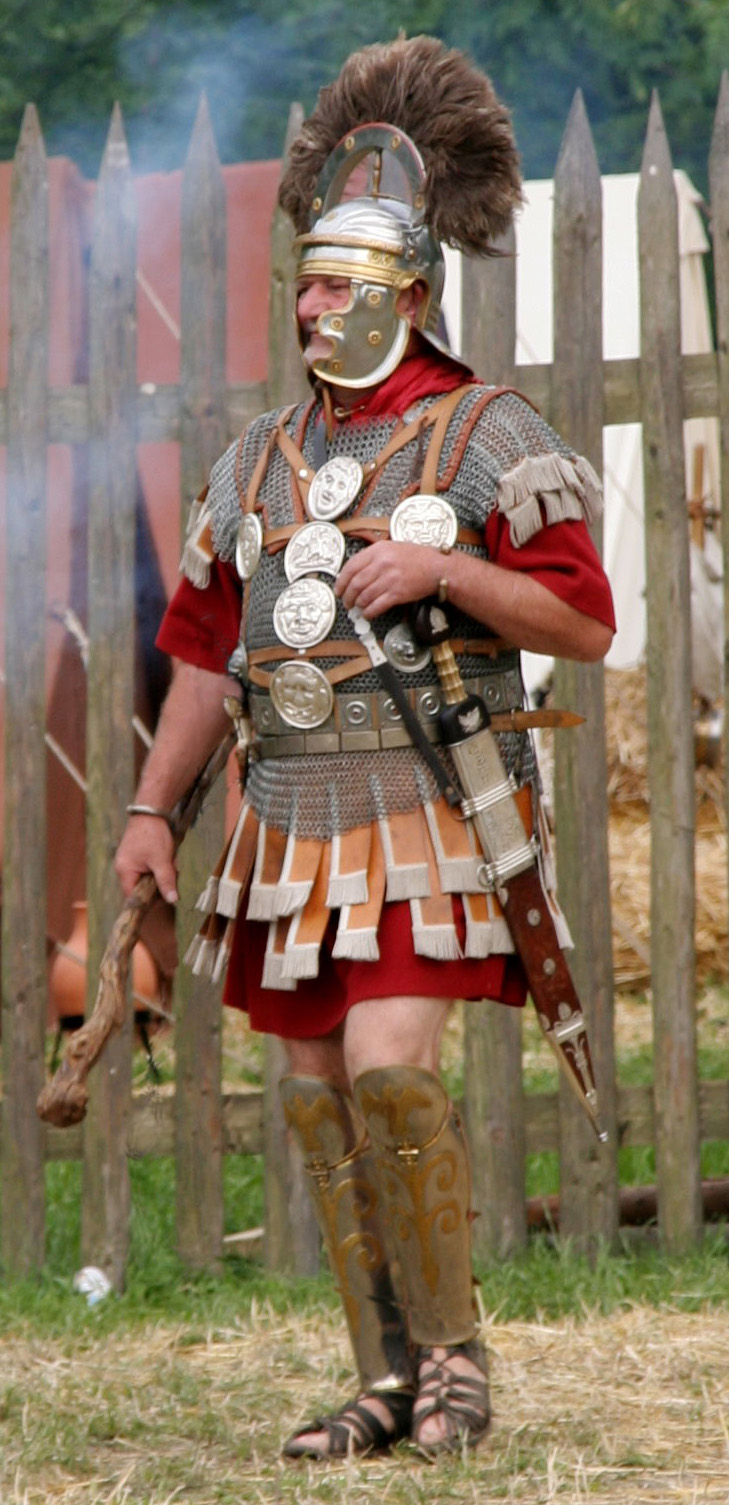
Ricostruzione storica della divisa di un centurione del 70 d.C.

Dal XVI secolo, gli stati europei utilizzarono delle divise militari simili ad abiti civili, sebbene si facesse ampio uso di colori sgargianti e molto visibili. Un'attenzione particolare era data ai colori della fanteria, che erano generalmente scuri (spesso blu), onde evitare che i residui della polvere da sparo fossero troppo evidenti, come ad esempio le divise utilizzate dagli eserciti europei durante le guerre napoleoniche.
Alla fine del XIX secolo apparvero le prime divise mimetiche, ad esempio durante le guerre boere i coloni sudafricani utilizzarono uniformi cachi mentre sempre i tedeschi, utilizzando divise in feldgrau (grigio verde) durante la prima guerra mondiale, spinsero i vari eserciti ad adottare uniformi a bassa visibilità, ulteriori modelli vennero sviluppate dalle Waffen SS, prima e durante il secondo conflitto mondiale.

## Generalità
L’uniforme ha varie funzioni. Protezione dall'ambiente esterno e dai colpi nemici, supporto alle armi leggere e alla attrezzatura e mimetismo per l'uniforme da combattimento. Vestizione e riconoscimento per l'uniforme standard. La versione celebrativa è una divisa standard particolarmente elegante, spesso di ispirazione storica, con funzione di vestito di gala per particolari cerimonie ufficiali o importanti e di rafforzamento del senso di appartenenza al corpo. La divisa storica o semplicemente storica è una divisa celebrativa in cui il richiamo storico è preponderante; viene usata spesso dai cadetti e dai corpi di guardia dei capi di Stato.
Le uniformi militari vengono specializzate in funzione del corpo di assegnazione e del ruolo, specie negli accessori. Elmi e cappelli, nelle varie tipologie (basco, fez, bustina..), spesso sono usati per distinguere unità di élite (in Italia, alpini e bersaglieri, ma anche granatieri, Corazzieri e altri corpi scelti) o funzioni speciali come le unità di polizia militare ed i medici.
In alcuni casi alle divise vengono e venivano aggiunti particolari non strettamente obbligatori ma legati a tradizioni particolari, come è il caso dei distintivi da berretto usati dall'esercito austro-ungarico.

## Tipologie
Nonostante vi siano notevoli differenze a seconda dei paesi e dei periodi storici considerati, possiamo dividere le divise militari in tre categorie: divisa da combattimento, divisa ad uso quotidiano, divisa celebrativa a volte in versione storica. Le ultime due si distinguono principalmente per la visibilità data alle eventuali decorazioni, ed in alcuni casi rappresentano l'abito dei capi di Stato.

### Uniforme da combattimento
Le divise da combattimento sono sviluppate col fine di ottimizzare le abilità delle truppe, ma anche di riconoscere con facilità i propri compagni. Tuttavia, non sempre uomini appartenenti ad un medesimo esercito hanno uniformi simili. Ad esempio i soldati mercenari mantengono spesso le proprie divise quando combattono al fianco di eserciti regolari data la funzione strumentale dell'uniforme.

### Uniforme mimetica
Sono generalmente utilizzate durante operazioni militari per il camuffamento. A volte alla divisa da combattimento può essere attaccata una "ghillie suit", un tessuto strappato che migliora la mimetizzazione nel sottobosco. È il caso tipico di alcune unità di franchi tiratori. Il primo indumento mimetico realizzato industrialmente e distribuito alle unità militari a partire dal 1929, fu l'italiano telo mimetico mod. 1929, accessorio versatile che poteva essere utilizzato anche come mantella.

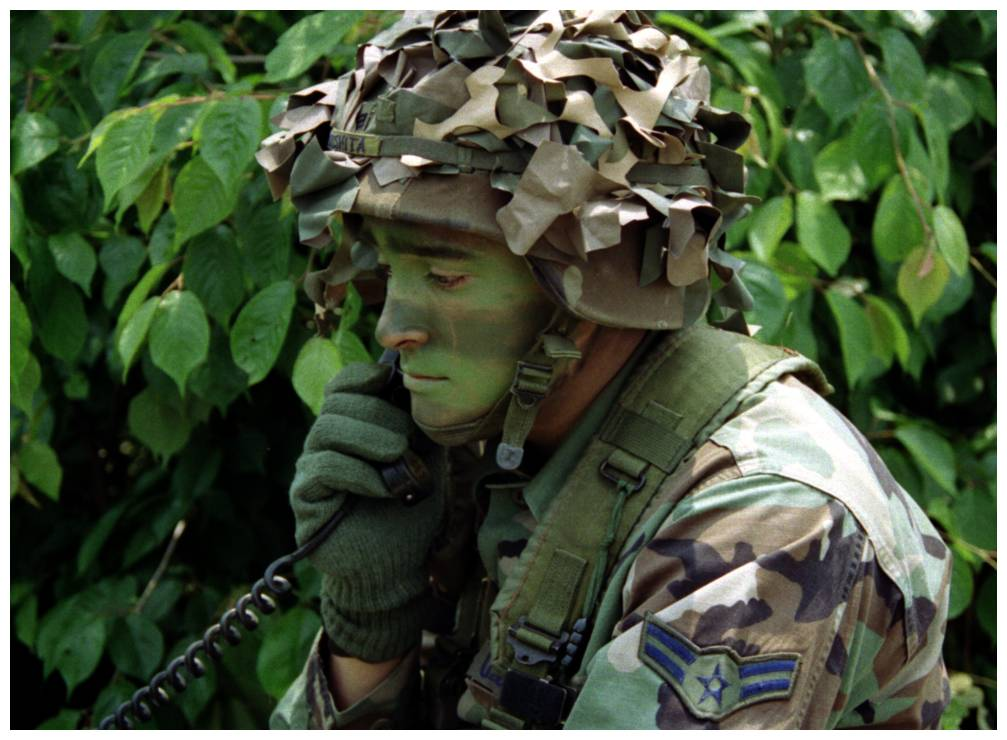
U.S. Air Force Tactical Air Controller in uniforme mimetica (Corea del Sud, giugno 2003.)

Può essere di vario tipo, per meglio adattarsi ai colori dell'ambiente circostante, ogni forza armata ha propri modelli standard come ad esempio l'Uniforme di Servizio e Combattimento, il Disruptive Pattern Material, il Battle Dress Uniform, il Strichtarn, il CaDPat, il Type 99, il Camouflage Centre-Europe, lo ESTDCU e lo Flecktarn.
Le fantasie di colore sono solitamente chiamate camo, contrazione di "camouflage", termine inglese per "mimetizzazione":
- "green camo" (o "woodland camo") usato negli ambienti boschivi, di colore nero, verde oliva, verde e marrone. Durante la guerra del Vietnam era in uso anche una versione avanzata di queste divise, composta da strisce irregolari invece che da chiazze (detta "tiger stripe").
- "urban camo" utilizzato in ambiente urbano, al contrario di quel che si pensa comunemente, viene usata una colorazione a tinta unita di colore scuro (nero o blu) e non a chiazze colorate. Le divise a tinte unite scure sono prerogativa quasi esclusiva dei corpi speciali, soprattutto se operanti in azioni di antiterrorismo.
- "desert camo", usato nelle aree desertiche, coi colori marrone, ocra e marrone chiaro. Alcuni eserciti, tra cui quello USA, hanno usato nella Guerra del Golfo anche una divisa leggermente più chiara, a sei colori, che simula anche le rocce a terra (chiamata informalmente "chocolate chip", perché i segni scuri ricordavano le gocce di cioccolato).
- "artic camo", totalmente bianca o con poche chiazze grigie, può essere trattata in modo da essere semi-lucida.
- "MultiCam", un moderno pattern mimetico americano capace di adattarsi ai diversi ambienti, apparendo sostanzialmente verde in zone intensamente vegetate e tan in aree desertiche.

### Uniforme da Cerimonia o Alta Uniforme
È l'uniforme riservata a tutte le cerimonie pubbliche, composta da giacca a doppio petto a sei bottoni con due tasche sui fianchi, senza pattina, pantaloni di taglio classico in tessuto, come per la giacca, diverso a seconda della versione estiva o invernale. La combinazione con altri accessori e decorazioni dà origine alle varie forme derivate le cui principale sono:
- Grande Uniforme da Cerimonia: cravatta, sciarpa azzurra, sciabola, decorazioni
- Uniforme da Sera: farfalla
- Uniforme da Società: farfalla, decorazioni
- Uniforme di Gala: farfalla, sciarpa azzurra, decorazioni[2]

## Nel mondo

### Italia
Nel 1861 l'esercito del Regno d'Italia eredita una moltitudine di fogge di uniformi derivanti dai diversi eserciti territoriali precedenti. Si trovano ad esempio a convivere le tradizioni dell'Armata Sarda di gusto napoleonico, i pennacchi rossi e blu dei Carabinieri, gli Ussari di Piacenza con le loro divise verdi e dorate. Da questo momento in poi le divise tendono però a semplificarsi e a uniformarsi, fino a che nel 1870 subiscono un processo di radicale mutamento imitando l'austerità delle divise prussiane. Le uniformi diventano uguali per tutti, con piccole differenze nei dettagli come i bottoni. In questi anni viene anche creato il corpo degli Alpini caratterizzato da un copricapo di foggia civile decorato da una penna nera.
Dal 1885, con le guerre coloniali, appaiono le prime divise in tessuto fresco di colore bianco o bronzo chiaro, funzionali sia al clima africano, sia a esigenze di mimetizzazione nel paesaggio. Quello del mimetismo diventa un bisogno sempre più sentito anche grazie agli sviluppi tecnologici degli armamenti, che richiedono indumenti non ingombranti e non troppo facilmente visibili da parte degli avversari. Il processo è però per alcuni anni osteggiato da chi sostiene la tradizione dello sfarzo nella divisa militare come elemento simbolico di ostentazione di potere e di identità.
La persona che impone una svolta decisiva all'aspetto delle uniformi italiane è un non militare, Luigi Brioschi, presidente nei primi anni del XX secolo della sezione milanese del CAI. Brioschi fu influenzato dalla praticità dell'abbigliamento delle truppe degli Stati Uniti, paese nel quale aveva soggiornato. Egli, dopo aver tentato invano di convincere il Ministero della Guerra, nel luglio del 1906 decise di finanziare a proprie spese le divise di una compagnia degli alpini, scegliendo una tenuta del color grigio terra dotata del minimo indispensabile di fregi. Da questo primo esperimento deriva la divisa grigio-verde da esercitazione dell'esercito italiano, adottata nel 1909. Questa scelta cromatica persiste durante la guerra italo-turca del 1911, fino alla prima e alla seconda guerra mondiale, mentre le fogge cambiano leggermente nel tempo.
Nel 1916 viene adottato l'elmetto metallico per l'equipaggiamento di terra su modello di quello dell'Esercito francese. Il corpo dei bersaglieri lo adotta aggiungendo la tradizionale piuma. Nel 1923 nasce la Regia Aeronautica caratterizzato da una divisa di colore grigio azzurro.
Dopo la seconda guerra mondiale, l'Esercito Repubblicano abbandona il tradizionale grigio verde a favore del color cachi anglo-americano, mantenendo però mostrine, alamari e fiamme provenienti dalla tradizione.